# Mesão Frio (Guimarães)
Mesão Frio ist eine Gemeinde im Norden Portugals.
Mesão Frio gehört zum Kreis und zur Stadt Guimarães im Distrikt Braga, besitzt eine Fläche von 4,1 km² und hat 4159 Einwohner (Stand 19. April 2021).

## Bauwerke
- Casa de Margaride